# پترو پاسکاری
پترو پاسکاری (روسی: Пётр Андреевич Паскарь؛ زاده ۲۲ سپتامبر ۱۹۲۹) اقتصاددان، سیاستمدار و دیپلمات اهل مولداوی است.
وی همچنین برندهٔ جوایزی همچون نشان لنین و نشان پرچم سرخ کار شده‌است.